# Hypsugo alaschanicus
Hypsugo alaschanicus és una espècie de ratpenat de la família dels vespertiliònids. Normalment viu a la Xina, Corea del Nord, Mongòlia i Rússia, però a vegades també se'l troba a les illes japoneses de Hokkaido i Honshū. Ocupa diversos hàbitats diferents i nia dins de coves. És una espècie en risc mínim, és a dir, no sembla que hi hagi cap amenaça significativa per a la seva supervivència.
El seu nom específic, alaschanicus, significa «d'Alashan» en llatí i es refereix a un altiplà de la Xina i Mongòlia on viu aquest animal.